# Howard Martin Temin
Howard Martin Temin (Philadelphia, Pennsylvania, 1934. december 10. – Madison, Wisconsin, 1994. február 9.) amerikai genetikus, virológus. 1975-ben Renato Dulbeccóval és David Baltimore-ral megosztva orvostudományi Nobel-díjban részesült a reverz transzkripció felfedezéséért.

## Tanulmányai
Howard Martin Temin 1934. december 10-én született Philadelphiában, zsidó családban. Apja Henry Temin ügyvéd, anyja Annette Lehman volt. Howardnak volt egy bátyja (Michael, ügyvéd) és egy öccse (Peter, az MIT közgazdaságtan-professzora). Az elemi és középiskolát Philadelphiában végezte. Már a középiskolában a biológiai kutatások felé fordult az érdeklődése, nyarait a Bar Harbor-i Jackson Laboratoryban és a philadelphiai Rákkutató Intézetben töltötte. 1951 és 1955 között a szülővárosához közel fekvő Swarthmore College-be járt, majd a BSc oklevél megszerzése után a California Institute of Technology-n folytatta tanulmányait. Még diákként kezdett dolgozni Renato Dulbecco laboratóriumában, ahol a csirkéket fertőző, onkogén Rous szarkóma-vírust (RSV) tanulmányozta, ebből a témából írta doktori értekezését is 1959-ben.

## Tudományos munkássága
A PhD megszerzése után még egy évet maradt a CalTechen, majd 1960-tól a Wisconsin–Madison Egyetem onkológiai tanszékén, adjunktusként kezdett dolgozni. Eleinte mostoha körülmények között végezte munkáját, laboratóriuma egy alagsorban volt és áthaladtak rajta az épület fűtőcsövei. 1964-ben aztán az egész tanszék új épületbe költözött. Itteni kísérletei alapozták meg későbbi elméletét, miszerint a DNS-vírusokhoz hasonlóan az RNS-vírusok is beépülhetnek a gazdasejt genomjába, ám előbb az RNS-ük DNS-sé íródik át. A molekuláris biológia akkori "centrális dogmája" szerint információ csak DNS-RNS-fehérje irányban halad a sejtekben és Temin elmélete nem talált sok követőre. 1970-ben azonban Temin felfedezte, hogy a Rous szarkóma-vírus egyik enzime, a reverz transzkriptáz képes RNS-ről DNS-t másolni. Tőle függetlenül az MIT-n dolgozó David Baltimore is izolálta az enzimet. Mint később kiderült, olyan világjárványokat okozó vírusokban is megtalálható az enzim, mint a HIV vagy a Hepatitis B vírus. A molekuláris biológia is számos technikában alkalmazza a reverz transzkriptázt.
Howard Temint a Wisconsin-Madison Egyetemen 1966-ban onkológiai, 1974-ben pedig a virális onkológia és sejtbiológia professzorává nevezték ki.

## Elismerései
Howard M. Temin 1975-ben David Baltimore-ral és Renato Dulbeccóval közösen elnyerte az orvostudományi Nobel-díjat "a tumorvírusok és a sejtek genetikai anyag közötti kölcsönhatás felfedezéséért".
1974-ben orvosi alapkutatásért járó Albert Lasker-díjban, 1992-ben pedig Nemzeti Tudományos Éremben részesült. Tagja volt az Amerikai Tudományos Akadémiának, az Amerikai Művészeti és Tudományos Akadémiának és a brit Royal Societynek. Szerkesztője volt a Journal of Cellular Physiology, Journal of Virology és a Proceedings of the National Academy of Sciences tudományos folyóiratoknak.

## Családja
Howard M. Temin 1962-ben házasodott össze a populációgenetikus Rayla Greenberggel. Két lányuk született, Sarah Beth és Miriam Temin.
Howard Temin hosszú ideig dolgozott a környezeti rákkeltő tényezők, és elsősorban a dohányzás visszaszorításáért. Még a Nobel-díj átadásán is megrótta azokat, akik közben dohányoztak.
1994. február 9-én, 59 évesen tüdőrákban (adenokarcinómában, amit nem dohányzás okoz) halt meg a wisconsini Madisonban.